# Rio Braia (Argeş)
O Rio Braia é um rio da Romênia afluente do Capra, localizado no distrito de Argeş.